# RAD51C
RAD51C (англ. RAD51 paralog C) – білок, який кодується однойменним геном, розташованим у людей на короткому плечі 17-ї хромосоми. Довжина поліпептидного ланцюга білка становить 376 амінокислот, а молекулярна маса — 42 190.
| 10         |  | 20         |  | 30         |  | 40         |  | 50         |
| ---------- |  | ---------- |  | ---------- |  | ---------- |  | ---------- |
| MRGKTFRFEM |  | QRDLVSFPLS |  | PAVRVKLVSA |  | GFQTAEELLE |  | VKPSELSKEV |
| GISKAEALET |  | LQIIRRECLT |  | NKPRYAGTSE |  | SHKKCTALEL |  | LEQEHTQGFI |
| ITFCSALDDI |  | LGGGVPLMKT |  | TEICGAPGVG |  | KTQLCMQLAV |  | DVQIPECFGG |
| VAGEAVFIDT |  | EGSFMVDRVV |  | DLATACIQHL |  | QLIAEKHKGE |  | EHRKALEDFT |
| LDNILSHIYY |  | FRCRDYTELL |  | AQVYLLPDFL |  | SEHSKVRLVI |  | VDGIAFPFRH |
| DLDDLSLRTR |  | LLNGLAQQMI |  | SLANNHRLAV |  | ILTNQMTTKI |  | DRNQALLVPA |
| LGESWGHAAT |  | IRLIFHWDRK |  | QRLATLYKSP |  | SQKECTVLFQ |  | IKPQGFRDTV |
| VTSACSLQTE |  | GSLSTRKRSR |  | DPEEEL     |  |            |  |            |

A: Аланін

C: Цистеїн

D: Аспарагінова кислота

E: Глутамінова кислота

F: Фенілаланін

G: Гліцин

H: Гістидин

I: Ізолейцин

K: Лізин

L: Лейцин

M: Метіонін

N: Аспарагін

P: Пролін

Q: Глутамін

R: Аргінін

S: Серин

T: Треонін

V: Валін

W: Триптофан

Кодований геном білок за функцією належить до фосфопротеїнів. 
Задіяний у таких біологічних процесах, як пошкодження ДНК, репарація ДНК, рекомбінація ДНК, альтернативний сплайсинг. 
Білок має сайт для зв'язування з АТФ, нуклеотидами, ДНК. 
Локалізований у цитоплазмі, ядрі, мітохондрії.